# Morochów
Morochów is een plaats in het Poolse district Sanocki, woiwodschap Subkarpaten. De plaats maakt deel uit van de gemeente Zagórz en telt 300 inwoners.

## Verkeer en vervoer
- Station Morochów